# IGP Pulvertechnik
Die IGP Pulvertechnik AG entwickelt, produziert und vertreibt Pulverlacklösungen für Oberflächenanwendungen in der Architektur, in der Industrie- und Transport-Branche sowie für die Beschichtung von Holz. Sie hat 570 Mitarbeiter weltweit. Die IGP ist international mit zehn Tochtergesellschaften in Europa und in den USA präsent. Hinzu kommen Länder, in denen die IGP mit Vertriebspartnern zusammenarbeitet. Das Unternehmen produziert jährlich 16'655 Tonnen Pulver und erwirtschaftete nach eigenen Angaben einen Jahresumsatz von CHF 150 Millionen.
Das Unternehmen wurde 1968 gegründet. Der erste in der Schweiz für die industrielle Pulverlackierung eingesetzte Pulverlack stammt von IGP.
In Zusammenarbeit mit der Dold AG in Wallisellen und dem Verband der Schweizerischen Lack- und Farbenindustrie entstand im Jahr 2008 die schweizerische Lacklaboranten-Ausbildung, die bis zu diesem Zeitpunkt nur in Deutschland üblich war.

## Geschichte
Das Unternehmen wurde 1968 von fünf Schweizer Firmen der Chemiebranche (Dold, Gremolith, Landolt, Mäder und Schoch) gegründet.
- 1969: Errichtung des ersten Produktionsstandorts in Bazenheid
- 1972: Gründungsjahr der IG Pulvertechnik Aktiengesellschaft
- 1995: Umbenennen in IGP IG Pulvertechnik AG
- 1996: Curt Christian Dold übernimmt 100 Prozent des Aktienkapitals. Seit 1996 gehört die IGP damit zur DOLD Gruppe.
- 2006: Umbenennen in IGP Pulvertechnik AG
- 2007: Gründen der IGP-Konzerngesellschaften England und Ungarn
- 2009: Gründen der IGP-Konzerngesellschaft IGP Benelux
- 2013: Gründen der IGP-Konzerngesellschaft IGP Scandinavia
- 2014: Gründen der IGP-Konzerngesellschaft IGP North America
- 2017: Aufbau und Inbetriebnahme des ersten Auslandsproduktionswerkes in Polen
- 2018: Gründen der IGP-Konzerngesellschaft IGP Italien
- 2018: Akquisition des Pulverlackherstellers Performance Powders in den USA; neu IGP Operations NA
- 2021: Erweiterung von IGP North America mit neuem Produktionsstandort